# Кочевские говоры

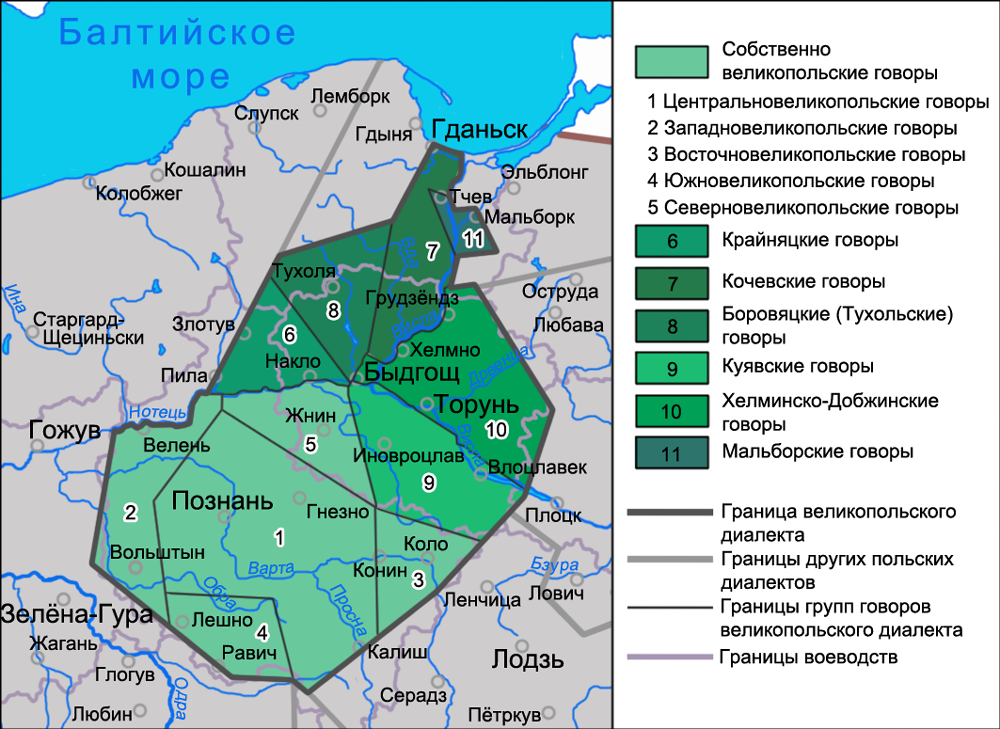
Кочевские говоры на карте великопольского диалекта

Коче́вские го́воры (пол. gwary kociewskie) — говоры великопольского диалекта, распространённые в исторической области Кочевье на севере Куявско-Поморского и на востоке Поморского воеводства.
К. Нич относил кочевские говоры к так называемым новым немазуракающим диалектам вместе с мазовецкими немазуракающими говорами (любавскими, острудскими и варминскими), которые сформировались в результате заселения носителями польских диалектов прусских земель. Отличием кочевских от собственно великопольских говоров является распространение в говорах Кочевья типичных севернопольских диалектных черт, характерных и для всех остальных говоров северной части ареала великопольского диалекта. Наиболее близкими кочевским являются мальборские, хелминско-добжинские и куявские говоры, ряд общих черт сближает данные говоры с мазовецким диалектом. Вместе с мальборскими кочевские говоры относятся к наиболее поздним по времени формирования говорам Поморья.
Говоры Кочевья делятся на три группы: северную (скаршевско-тчевскую), центральную и южную.

## Вопросы классификации
В одной из первых классификаций польских диалектов, составленной К. Ничем и представленной на карте 1919 года, область распространения кочевских говоров была включена в состав куявско-хелминско-кочевского наречия (пол. narzecze kujawsko-chełmińsko-kociewskie), бо́льшая часть говоров Кочевья занимала часть территории, обозначенной на карте как бывший ареал кашубского языка (по терминологии карты — кашубского наречия (пол. narzecze kaszubskie)).
В классификации К. Нича, представленной в работе Wybór polskich tekstów gwarowych 1957 года, кочевские говоры включены в состав великопольского диалекта как часть куявской группы говоров (пол. grupa kujawska) вместе с частью хелминско-добжинских говоров, представляя отдельный диалектный регион — Кочевье и Грудзёндз-Вомбжезьно, который сформировался в результате распространения великопольского диалектного типа в Поморье (пол. ekspansja na Pomorze (Kociewie i Grudziądzkie-Wąbrzeskie)).
Как часть великопольского диалекта кочевские говоры рассматриваются в классификациях польских диалектов С. Урбанчика и К. Дейны. В отличие от классификации К. Нича, в которой кочевские говоры объединялись с хелминско-добжинскими говорами в районах Грудзёндза и Вомбжезьно, на карте С. Урбанчика кочевские говоры охватывают только территорию области Кочевья. На карте К. Дейны северные районы Кочевья отнесены к мазовецкому диалекту.
Из двух основных языковых признаков, по которым К. Нич выделил великопольский диалект, для говоров Кочевья характерно только отсутствие мазурения (исключение составляют говоры нескольких деревень под Тчевом, в которых распространено, как и в соседних мальборских говорах, сяканье или яблонкование). В отличие от собственно великопольских говоров, в которых отмечается звонкий тип межсловной фонетики в кочевских говорах распространён глухой тип. При этом для центральных и южных районов Кочевья характерно отсутствие глухости в «сложных формах», таких как, например, niózem (польск. литер. niosłem «(я) нёс»), свидетельствующее о том, что глухой тип межсловной фонетики для данных говоров является вторичным, распространившимся, как и ряд других мазовецких черт, из Мазовии в относительно позднее время.

## Область распространения
Кочевские говоры распространены на севере ареала великопольского диалекта. Они занимают территорию в северной части Куявско-Поморского и восточной части Поморского воеводства на левом берегу Вислы в её нижнем течении до устья в районах Тчева, Старогарда-Гданьского, Гнева, Скурча, Нове, Свеце и других городов. Данная территория является исторической областью Кочевье, по наименованию которой кочевские говоры получили своё название.
С северо-запада кочевские говоры граничат с говорами центральнокашубского и южнокашубского диалектов, с запада — с боровяцкими (тухольскими) говорами, с юго-востока — с хелминско-добжинскими говорами. С востока к кочевским говорам примыкают территории распространения новых смешанных польских диалектов и мальборских говоров. Если граница кочевских говоров с боровяцкими является в значительной мере размытой, образующей широкую полосу переходных говоров, то граница с диалектами кашубского языка представляется достаточно чёткой — говоры переходного типа между Кочевьем и Кашубами отсутствуют.

## Особенности говоров
В говорах Кочевья сочетаются западнонопольские, восточнопольские и северновеликопольские диалектные черты с собственными местными языковыми особенностями, важнейшей из которых является наличие гласного a на месте древнепольского долгого ā — данная особенность выделяет кочевские говоры среди соседних с ними остальных говоров великопольского диалекта:
1. Восточнопольское монофтонгическое произношение гласных ā, ō и, как правило, ŏ.
  - На месте древнепольских долгого ā и краткого ǎ представлен гласный a: ja (польск. литер. ja «я»), pravda (литер. prawda «правда»), raz (литер. raz «раз») и т. п. Данное явление, характерное для литературного языка и ряда говоров мазовецкого диалекта, выделяет кочевские среди остальных северных великопольских говоров[22].
  - Гласный на месте ŏ лабиализован только в начале слова: po u̯objeʒ́e (литер. po obiedzie «после обеда»)[23].
  - На месте ē представлен гласный y: tyš (литер. też «тоже», «также»)[24].
2. Севернопольское смешение y и i: žebi (литер. żeby «чтобы»), krovi (литер. krowy «коровы») и т. п.[25]
3. Произношение носовых гласных, совпадающее с произношением в боровяцких, хелминско-добжинских и южных мазовецких говорах[26]:
  - Широкое произношение континуанта древнепольского носового переднего ряда и ĕ в группе ĕN: bando (литер. będą «(они) будут»), zapšangać (литер. zaprzęgać «запрягать»), kam’i̯ań (литер. kamień «камень») и т. п.[27]
  - Узкое произношение континуанта носового заднего ряда. В сочетании aN произношение гласного, совпадающего по качеству с носовым заднего ряда. Перед фрикативными носовая артикуляция в говорах некоторых районах Кочевья может отсутствовать: vjuzać (литер. wiązać «вязать»)[28].
4. Отсутствие мазурения, характерное для западнопольского диалектного ареала[29]. В нескольких деревнях под Тчевом представлено близкое мазурению смешение рядов š, ž, č, ǯ и ś, ź, ć, ʒ́ в один ряд š, ž, ć, ʒ́, называемое сяканьем или яблонкованием. Данный вид ряда характерен для соседних с кочевскими мальборских говоров[16].
5. Распространение глухого типа сандхи, в говорах центра и юга Кочевья отмечается вторичный глухой тип (при отсутствии глухости в «сложных формах»). Данное явление входит в число севернопольских диалектных особенностей[30].
6. Асинхронный тип произношения мягких губных, характерный для севернопольского диалектного ареала: wjele (литер. wiele «много»), mńele (литер. miele «(он) мелет») и т. п.
7. Севернопольское смешение k’e, ke и g’e, ge, главным образом в типе ke/ge: kedi (литер. kiedy «когда»), kešań (литер. kieszeń «карман») и т. п.
8. Употребление числительного dwa с существительными всех родов: dwa kobiety (литер. dwie kobiety «две женщины»).